# Cihanbeyli
Cihanbeyli är en stad och kommun i centrala Turkiet, och är belägen i provinsen Konya i centrala Anatolien. Den är administrativ huvudort för ett distrikt med samma namn som staden, och hade 15 689 invånare i slutet av 2011 varav 7 816 män och 7 873 kvinnor. Cihanbeyli är belägen ett par mil väster om Tuz Gölü, landets näst största insjö. Mellan Cihanbeyli och provinsens huvudstad Konya är det cirka 100 kilometer. 